# Kleve (Dithmarschen)
Kleve er en by og kommune i det nordlige Tyskland, beliggende i Amt Kirchspielslandgemeinden Eider i den nordlige del af Kreis Dithmarschen. Kreis Dithmarschen ligger i den sydvestlige del af delstaten Slesvig-Holsten.

## Geografi
Navnet Kleve kommer af Klint eller en stejl kyst. Skråningen fra gesten til Ejdermarsken, er et levn fra den sidste istid. Det højeste punkt i Kleve er Mühlenberg der er 15 moh. og det laveste punkt ligger i Ejdermarsken ved Lütjenmoor og er 0,6 moh.

### Nabokommuner
Nabokommuner er (med uret fra nord) kommunerne Drage (i Kreis Nordfriesland) samt Hennstedt, Fedderingen, Schlichting og Sankt Annen (alle i Kreis Dithmarschen).